# Khonsu
Khonsu var en egyptisk månegud og søn af Amon og Mut og således med i den thebanske triade.
Hans attributter var måneskive samt høge og knive. Hans navn betyder "den rejsende".
Han blev fremstillet som et mumificeret barn med en blanding af was-sceptret, djedsøjlen og ankhtegnet, i hænderne, eller som en mand med falkehoved og måneskive på hovedet.

## Navn
Khonsu (alternativt: Khensu, Khons) var en månegud og blev derfor associeret med Thot, en anden månegud.
Khonsu blev derfor også kaldt for "Thoth fra Theben".
Navnet Khonsu, "den rejsende", hentydede til månens faser.